# Tina Dietze

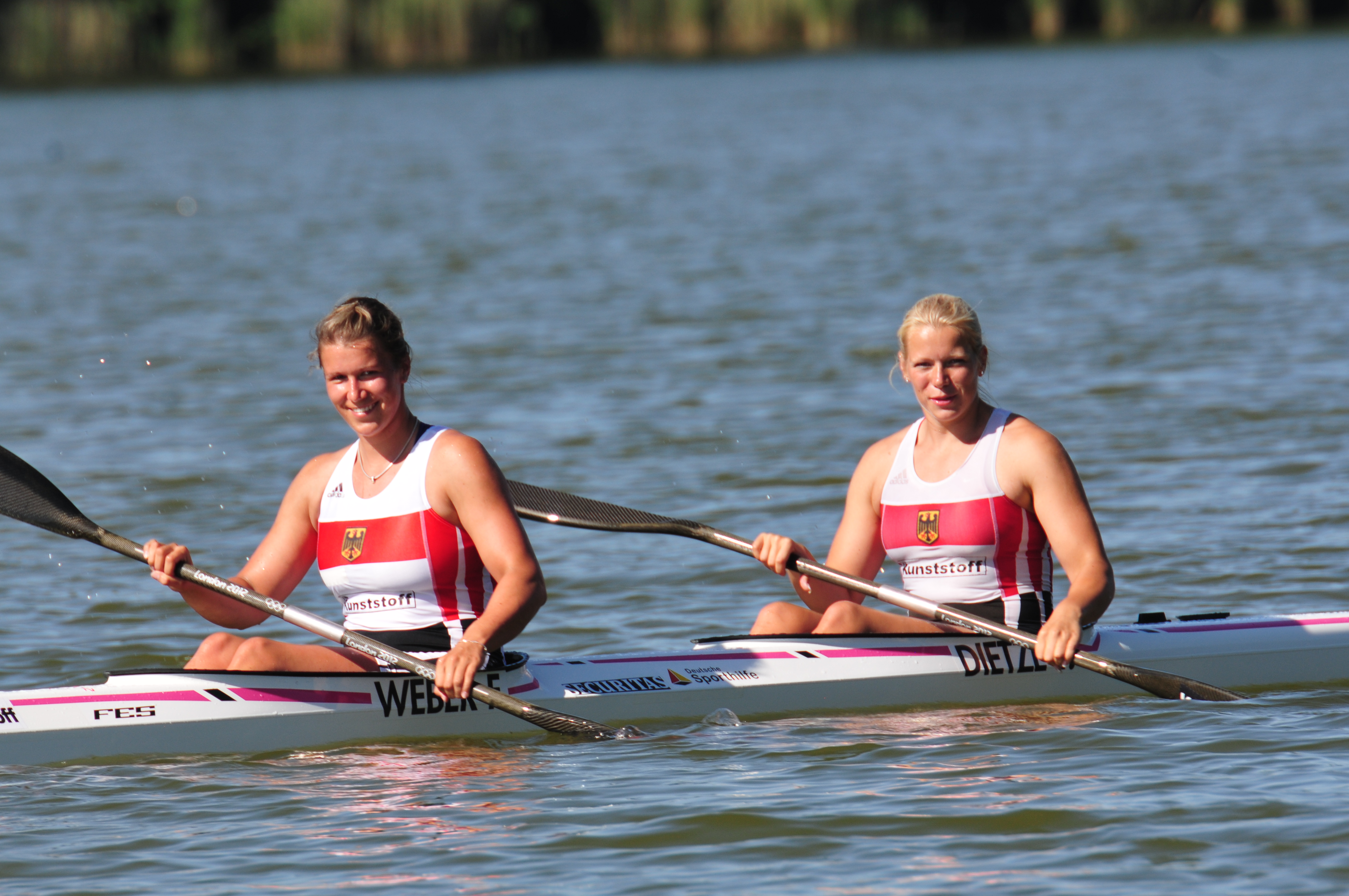
Franziska Weber und Tina Dietze im K2

Tina Dietze (* 25. Januar 1988 in Leipzig, DDR) ist eine deutsche Kanutin und Olympiasiegerin.

## Karriere
Durch ihre Tante, die bereits im Kanuverein der Sportgemeinschaft Leipziger Verkehrsbetriebe Übungsleiterin und Trainerin war, kam sie im Alter von fünf Jahren zum Kanurennsport. Es folgten Landes-, Regional- und Jugendmeisterschaften, bei denen sie sehr erfolgreich abschnitt. Ende des Jahres 2002 wechselte sie die Trainingsgruppe und wurde von Aaron Heuschmidt trainiert. Hier schaffte sie es in die Juniorennationalmannschaft des Deutschen Kanu-Verbandes in den Jahren 2004, 2005 und 2006. Nachdem sie 2006 die Prüfung für die Allgemeine Hochschulreife am Sportgymnasium Leipzig abgelegt hatte, trat sie der Sportfördergruppe der Bundeswehr bei, mittlerweile im Rang eines Feldwebels. 2007 und 2008 war sie Teil der U23-Nationalmannschaft. 2007 qualifizierte sie sich erstmals für die deutsche Kanurennsport-Nationalmannschaft in der Leistungsklasse. Bei den Weltmeisterschaften 2009 im kanadischen Dartmouth wurde Dietze gemeinsam mit Carolin Leonhardt, Katrin Wagner-Augustin und Conny Waßmuth Weltmeisterin im Vierer-Kajak über 200 m und belegte zwei zweite Plätze im Vierer-Kajak über 500 m und im Zweier-Kajak über 1000 m. Bei den Europameisterschaften 2009 in Brandenburg/Havel hatte sie sich im Vierer-Kajak zuvor bereits ihren ersten EM-Titel in der Leistungsklasse gesichert.
Bei den Olympischen Spielen 2012 erreichte Dietze im deutschen Vierer-Kajak der Frauen mit Carolin Leonhardt, Franziska Weber und Katrin Wagner-Augustin über 500 m die Silbermedaille. Im Zweier-Kajak über 500 m gewann sie zusammen mit Franziska Weber die Goldmedaille. Damit war sie zusammen mit ihrer Zweier- und Viererpartnerin Franziska Weber hinter dem Vielseitigkeitsreiter Michael Jung die zweiterfolgreichste deutsche Sportlerin bei den Olympischen Spielen in London.
Auch bei den Weltmeisterschaften 2013 in Duisburg war Dietze erfolgreich. Sie holte im Zweier-Kajak mit Weber Gold über 200 und 500 Meter, außerdem gewann sie Silber im Vierer-Kajak über 500 Meter mit Weber, Katrin Wagner-Augustin und Verena Hantl. Schneller war nur das ungarische Team. Bei den Weltmeisterschaften 2014 in Moskau gewann sie eine Silbermedaille im Zweier-Kajak mit Weber über 200 Meter.

## Erfolge
- Olympische Spiele: 1 × Gold, 3 × Silber
- Weltmeisterschaften: 6 × Gold, 9 × Silber, 2 × Bronze
- Europameisterschaften: 6 × Gold, 5 × Silber, 3 × Bronze
- Junioren-Weltmeisterschaften: 1 × Bronze
- Junioren-Europameisterschaften: 1 × Gold, 1 × Silber, 1 × Bronze

## Auszeichnungen
- 2009,[3] 2012: Sportlerin des Jahres in Sachsen
- 2012: Silbernes Lorbeerblatt[4]

## Musik
- Simon Goodlife feat. Olympia-Kanu-Team – RIOlympia[5][6]